# Представлення символів у регулярних виразах

## Представлення символів за їхнім кодом
У деяких випадках бажано представляти символи за їхнім кодом. 
| Представлення | Пояснення                        | Кодування         |
| ------------- | -------------------------------- | ----------------- |
| \0n           | n - вісімкове число від 0 до 377 | 8-бітне           |
| \xdd          | d - шістнадцяткова цифра         | 8-бітне           |
| \udddd        | d - шістнадцяткова цифра         | 16-бітне (Юнікод) |

## Керуючі символи
| Представлення | Символ | Позначення | Розшифровка           |
| ------------- | --- | ---------- | --------------------- |
| \t            | Табуляція | HT         | Horizontal tabulation |
| \v            | Вертикальна табуляція                                                                                             | VT         | Vertical tabulation   |
| \r            | Повернення каретки                                                                                                | CR         | Carriage return       |
| \n            | Переведення рядка                                                                                                 | LF         | Line feed             |
| \f            | Кінець сторінки                                                                                                   | FF         | Form feed             |
| \a            | Дзвінок | BEL        | Bell character        |
| \e            | Escape-Символ | ESC        | Escape character      |
| \b            | Забій Повинен знаходитися всередині квадратних дужок (інакше інтерпретується як межа слова).                      | BS         | Backspace             |
| \cA ... \cZ   | Ctrl+A ... Ctrl+Z Наприклад, послідовність \cM\cJ відповідає керуючим символам CR LF. Еквівалентно \x01 ... \x1A. |            |                       |

## Скорочені позначення символьних класів
Для часто використовуваних символьних класів існують короткі позначення.
| Представлення | Еквівалент         | Значення                                                            |
| ------------- | ------------------ | ------------------------------------------------------------------- |
| \d            | [0-9]              | Цифра                                                               |
| \D            | [^\d]              | Будь-який символ, окрім цифри                                       |
| \w            | [A-Za-zА-Яа-я0-9_] | Символи, що утворюють «слово» (літери, цифри й символ підкреслення) |
| \W            | [^\w]              | Символи, що не утворюють «слово»                                    |
| \s            | [ \t\v\r\n\f]      | Пробільний символ                                                   |
| \S            | [^\s]              | Непробільний символ                                                 |

### Символьні класиPOSIX
Багато діапазонів символів залежать від обраних налаштувань локалізації.
POSIX стандартизував оголошення деяких класів і категорій символів, як показано в такій таблиці:
| POSIX-Клас | Еквівалент                           | Значення                      |
| ---------- | ------------------------------------ | ----------------------------- |
| [:upper:]  | [A-Z]                                | Символи верхнього регістру    |
| [:lower:]  | [a-z]                                | Символи нижнього регістру     |
| [:alpha:]  | [[:upper:][:lower:]]                 | Літери                        |
| [:digit:]  | [0-9], тобто \d                      | Цифри                         |
| [:xdigit:] | [[:digit:]A-Fa-f]                    | Шістнадцяткові цифри          |
| [:alnum:]  | [[:alpha:][:digit:]]                 | Літери й цифри                |
| [:word:]   | [[:alnum:]_], тобто \w               | Символи, що утворюють «слово» |
| [:punct:]  | [-!"#$%&'()*+,./:;<=>?@[\\\]_'{\|}~] | Знаки пунктуації              |
| [:blank:]  | [ \t]                                | Пробіл і табуляція            |
| [:space:]  | [[:blank:]\v\r\n\f], тобто \s        | Пробільні символи             |
| [:cntrl:]  | [\x00-\x1F\x7F]                      | Керуючі символи               |
| [:graph:]  | [\x21-\x7E]                          | Друковані символи             |
| [:print:]  | [\x20-\x7E], тобто [[:graph:] ]      | Друковані символи із пробілом |

Використання класу можливо лише всередині квадратних дужок 
(приклад частої помилки - 
^[:upper:]il+$ замість 
^[[:upper:]]il+$).